# X Ambassadors
X Ambassadors, également stylisé XA, est un groupe de rock alternatif américain, originaire d'Ithaca, New York. Ses succès sont notamment Unconsolable, Jungle, et Renegades. Son premier album est VHS, sorti le 30 juin 2015. Leur chanson Jungle fait notamment partie de la bande originale du film Projet Almanac. Ils ont aussi réalisé une chanson avec le rappeur américain Eminem, appelé Wicked Ways sur l'album de Slim Shady, Marshall Mathers LP2.

## Biographie

### Débuts (2009-2014)
X Ambassadors était appelé simplement Ambassadors à l'origine, faisant des tournées avec des artistes comme Lights. Le groupe est composé des deux frères Sam Harris et Casey Harris, de Noah Feldshuh et d'Adam Levin, se connaissant tous depuis l’école maternelle. 
C'est à cette période qu'ils sortent leur premier EP intitulé Ambassadors EP accompagné d'une vidéo pour le morceau Tropisms. Peu de temps après sort le deuxième EP, Litost, incluant le morceau Litost, qui sera par la suite utilisé pour la bande sonore de The Host. Le groupe lance alors une campagne de financement participatif sur Kickstarter pour tourner la vidéo de leur single Unconsolable, présent sur leur EP Love Songs Drug Songs. Le groupe est repéré par Imagine Dragons pendant que Dan Reynolds était hospitalisé à Norfolk : à l'écoute d'une version acoustique de Unconsolable sur 96X WROX-FM, il demande à Interscope de signer le groupe dès que possible,.
X Ambassadors sort Love Songs Drug Songs en 2013 avec son premier label. L'EP inclut la piste Stranger coécrite par Dan Reynolds.

### VHSet deuxième album (depuis 2015)
VHS est le premier album studio de X Ambassadors. Il sort le 30 juin 2015 en téléchargement et physique. Il contient 20 morceaux incluant 7 interludes et 3 morceaux déjà parus sur les précédents EP. L'album compte alors 10 nouvelles pistes. Deux collaborations ont eu lieu sur cet album avec Jamie N Commons sur Jungle et Imagine Dragons. Le groupe signe le morceau Wicked Ways, sur l'album Marshall Mathers LP2 du rappeur américain Eminem. En février 2016, ils assurent, lors des deux premiers concerts de la tournée européenne, la première partie du groupe britannique Muse à Bercy.
En 2017, X Ambassadors publie quatre singles : Hoping en mars, Torches en avril, The Devil You Know en juin, et Ahead of Myself en juillet, issus de leur deuxième album. Ils jouent aussi au National Scout Jamboree, la même année.

## Philanthropie
En janvier 2017, Sam Harris participe l'after-party officielle de Women’s March on Washington after-party,. Harris est rejoint par The National, Ani DiFranco, Samantha Ronson et Sleater-Kinney. En mars 2017, X Ambassadors joue un concert de charité pour le Planned Parenthood on International Women’s Day. Par la suite, X Ambassadors sort la chanson Hoping le 10 mars,. Les fonds collectés en six mois sont attribués à l'ACLU. En juin 2017, X Ambassadors annonce donner tout ce qu'ils ont pu récolter lors du Mississippi Coast Coliseum Show à l'Unity Mississippi - une organisation LGBT.

## Membres
- Sam Harris - chant, guitare, saxophone
- Casey Harris - claviers
- Noah Feldshuh - guitare
- Adam Levin - batterie

## Discographie

### Albums studio
- 2015 : VHS
- 2019 : Orion
- 2021 : The Beautiful Liar
- 2024 : Townie